# Championnats du monde de cyclo-cross 1998
Navigation
Édition précédente Édition suivante
Les championnats du monde de cyclo-cross 1998 ont lieu le 31 janvier 1998 à Middelfart, au Danemark. Trois épreuves masculines sont au programme.

## Podiums
| Épreuves        | Or                  | Argent             | Bronze         |
| --------------- | ------------------- | ------------------ | -------------- |
| Élites          | Mario De Clercq     | Erwin Vervecken    | Henrik Djernis |
| Moins de 23 ans | Sven Nys            | Bart Wellens       | Petr Dlask     |
| Juniors         | Michael Baumgartner | Stefano Toffoletti | Davy Commeyne  |

## Classement des élites
| Pos.                               | Cycliste            | Pays     | Temps           |
| ---------------------------------- | ------------------- | -------- | --------------- |
| Médaille d'or, Coupe du Monde      | Mario De Clercq     | Belgique | 1 h 04 min 06 s |
| Médaille d'argent, Coupe du Monde  | Erwin Vervecken     | Belgique | + 1 min 04 s    |
| Médaille de bronze, Coupe du Monde | Henrik Djernis      | Danemark | + 1 min 07 s    |
| 4.                                 | Daniele Pontoni     | Italie   | + 1 min 07 s    |
| 5.                                 | Radomír Šimůnek sr. | Tchéquie | + 1 min 19 s    |
| 6.                                 | Emmanuel Magnien    | France   | + 1 min 23 s    |
| 7.                                 | Dieter Runkel       | Suisse   | + 1 min 55 s    |
| 8.                                 | Christophe Mengin   | France   | + 1 min 55 s    |
| 9.                                 | Richard Groenendaal | Pays-Bas | + 2 min 28 s    |
| 10.                                | Beat Wabel          | Suisse   | + 2 min 31 s    |

## Tableau des médailles
| Rang | Nation   | Or | Argent | Bronze | Total |
| ---- | -------- | -- | ------ | ------ | ----- |
| 1    | Belgique | 2  | 2      | 1      | 5     |
| 2    | Suisse   | 1  | 0      | 0      | 1     |
| 3    | Italie   | 0  | 1      | 0      | 1     |
| 4    | Danemark | 0  | 0      | 1      | 1     |
| 4    | Tchéquie | 0  | 0      | 1      | 1     |